# Топоры (Хмельницкая область)
Топоры (укр. Топори) — село в Изяславском районе Хмельницкой области Украины.
Население по переписи 2001 года составляло 297 человек. Почтовый индекс — 30362. Телефонный код — 3852. Занимает площадь 1,166 км². Код КОАТУУ — 6822187801.

## Местный совет
30362, Хмельницкая обл., Изяславский р-н, с. Топоры, ул. Школьная, 20